# Кротти, Майкл Фрэнсис
Майкл Фрэнсис Кротти (англ. Michael Francis Crotty; род. 26 марта 1970, Маллоу, Ирландия) — ирландский прелат и ватиканский дипломат. Титулярный архиепископ Линдисфарны с 1 февраля 2020. Апостольский нунций в Буркина-Фасо с 1 февраля 2020 по 16 июля 2024. Апостольский нунций в Нигере с 25 апреля 2020 по 16 июля 2024. Апостольский нунций в Нигерии с 16 июля 2024.

## Биография
Майкл Фрэнсис Кротти родился в Маллоу, графство Корк, Ирландия, 26 марта 1970 года. Он учился на священника в колледже Святого Патрика в Мейнуте и Папском ирландском колледже, был рукоположен в священники римско-католической епархии Клойна 3 июля 1994 года.
В 1990 году стал бакалавром гуманитарных наук в области антропологии и современной истории Ирландского национального университета (Мейнут) в колледже Святого Патрика. В 1993 году получил степень бакалавра богословия в Папском университете Мейнут в колледже Святого Патрика. В Папском Григорианском университете в Риме в 1997 год получает степень лиценциата церковной истории, в 1999 — лиценциата канонического права, в 2001 году — докторскую степень по церковной истории.
С 1997 года также учился в Папской Церковной академии. Пришёл на дипломатическую службу Святого Престола в 2001 году, затем работал в дипломатических миссиях в Кении (2001—2004), Канаде (2004—2007), Ираке и Иордании (2007—2009), также в качестве первого советника в Испании (2017—2020) и в Секции по отношениям с государствами Государственного секретариата Ватикана (2009—2017 годы).
1 февраля 2020 года Папа Франциск назначил его титулярным архиепископом Линдисфарна и Апостольским нунцием в Буркина-Фасо. 25 апреля он также получил обязанности Апостольского нунция в Нигере. Рукоположение в сан епископа было назначено на 15 августа 2020 года в соборе Святого Колмана в Кове.
16 июля 2024 года Папа Франциск назначил монсеньора Кротти Апостольским нунцием в Нигерии.